# Alchemilla calviflora
Alchemilla calviflora — вид квіткових рослин з родини трояндових (Rosaceae). Ендемік півдня Польщі.